# Nieuw-Zeelands voetbalelftal (mannen)
Het Nieuw-Zeelands voetbalelftal is een team van voetballers dat Nieuw-Zeeland vertegenwoordigt bij internationale wedstrijden, zoals het WK en de OFC Nations Cup. Nadat het Australisch voetbalelftal zich bij de AFC aansloot is Nieuw-Zeeland het beste team van de OFC. Het land won vijf keer het Oceanisch kampioenschap voetbal.

## Deelnames aan internationale toernooien

### Wereldkampioenschap
Op 28 september 1969 speelt Nieuw-Zeeland voor het eerst een kwalificatiewedstrijd voor het wereldkampioenschap voetbal. In Ramat Gan wordt met 0–4 verloren van Israël. Ook de thuiswedstrijd een aantal dagen later wordt verloren waardoor Nieuw-Zeeland zich niet zou plaatsen voor het WK van 1970. Vier jaar wordt er voor het eerst niet verloren. Op 4 maart 1973 speelt Nieuw-Zeeland in Auckland tegen Australië. De wedstrijd eindigt in 1–1 door een doelpunt van B. Turner. Er zouden geen wedstrijden worden gewonnen dit kwalificatietoernooi. Die overwinning komt wel 4 jaar later op 20 maart 1977. In Auckland wordt tegen Taiwan gespeeld en deze wedstrijd wordt gewonnen met 6–0. Nieuw-Zeeland zou zich echter niet plaatsen omdat Australië in deze poule bovenaan eindigt. 
Eerste deelname kwam in 1982 toen het toernooi in Spanje werd gehouden. Nieuw-Zeeland kwam in poule F terecht en speelde de eerste wedstrijd tegen Schotland. Er werd met 2–5 verloren. Steve Wooddin en Steve Sumner scoorden de doelpunten voor Nieuw-Zeeland. Ook de beide andere wedstrijden werden verloren. Tegen de Sovjet-Unie werd het 0–3 en tegen Brazilië 0–4. In 2010 zou Nieuw-Zeeland zich voor de tweede keer plaatsen door de 1–0 zege op Bahrein in de intercontinentale play-off. Op het toernooi wordt 3 keer gelijk gespeeld. Zowel tegen Slowakije als tegen Italië wordt het 1–1. Tegen Paraguay wordt 0–0 gespeeld. Hierdoor was Nieuw-Zeeland het enige ongeslagen land op dit WK.
| Wereldkampioenschap voetbal overzicht | Wereldkampioenschap voetbal overzicht | Wereldkampioenschap voetbal overzicht | Wereldkampioenschap voetbal overzicht | Wereldkampioenschap voetbal overzicht | Wereldkampioenschap voetbal overzicht | Wereldkampioenschap voetbal overzicht | Wereldkampioenschap voetbal overzicht | Wereldkampioenschap voetbal overzicht |
| Jaar                                  | Ronde                                 | Wed.                                  | W                                     | G                                     | V                                     | DV                                    | DT                                    | Kwal                                  |
| ------------------------------------- | ------------------------------------- | ------------------------------------- | ------------------------------------- | ------------------------------------- | ------------------------------------- | ------------------------------------- | ------------------------------------- | ------------------------------------- |
| 1970                                  | Niet gekwalificeerd                   | Niet gekwalificeerd                   | Niet gekwalificeerd                   | Niet gekwalificeerd                   | Niet gekwalificeerd                   | Niet gekwalificeerd                   | Niet gekwalificeerd                   | Niet gekwalificeerd                   |
| 1974                                  | Niet gekwalificeerd                   | Niet gekwalificeerd                   | Niet gekwalificeerd                   | Niet gekwalificeerd                   | Niet gekwalificeerd                   | Niet gekwalificeerd                   | Niet gekwalificeerd                   | Niet gekwalificeerd                   |
| 1978                                  | Niet gekwalificeerd                   | Niet gekwalificeerd                   | Niet gekwalificeerd                   | Niet gekwalificeerd                   | Niet gekwalificeerd                   | Niet gekwalificeerd                   | Niet gekwalificeerd                   | Niet gekwalificeerd                   |
| 1982                                  | Groepsfase                            | 3                                     | 0                                     | 0                                     | 3                                     | 2                                     | 15                                    | (Kwal.)                               |
| 1986                                  | Niet gekwalificeerd                   | Niet gekwalificeerd                   | Niet gekwalificeerd                   | Niet gekwalificeerd                   | Niet gekwalificeerd                   | Niet gekwalificeerd                   | Niet gekwalificeerd                   | Niet gekwalificeerd                   |
| 1990                                  | Niet gekwalificeerd                   | Niet gekwalificeerd                   | Niet gekwalificeerd                   | Niet gekwalificeerd                   | Niet gekwalificeerd                   | Niet gekwalificeerd                   | Niet gekwalificeerd                   | Niet gekwalificeerd                   |
| 1994                                  | Niet gekwalificeerd                   | Niet gekwalificeerd                   | Niet gekwalificeerd                   | Niet gekwalificeerd                   | Niet gekwalificeerd                   | Niet gekwalificeerd                   | Niet gekwalificeerd                   | Niet gekwalificeerd                   |
| 1998                                  | Niet gekwalificeerd                   | Niet gekwalificeerd                   | Niet gekwalificeerd                   | Niet gekwalificeerd                   | Niet gekwalificeerd                   | Niet gekwalificeerd                   | Niet gekwalificeerd                   | Niet gekwalificeerd                   |
| 2002                                  | Niet gekwalificeerd                   | Niet gekwalificeerd                   | Niet gekwalificeerd                   | Niet gekwalificeerd                   | Niet gekwalificeerd                   | Niet gekwalificeerd                   | Niet gekwalificeerd                   | Niet gekwalificeerd                   |
| 2006                                  | Niet gekwalificeerd                   | Niet gekwalificeerd                   | Niet gekwalificeerd                   | Niet gekwalificeerd                   | Niet gekwalificeerd                   | Niet gekwalificeerd                   | Niet gekwalificeerd                   | Niet gekwalificeerd                   |
| 2010                                  | Groepsfase                            | 3                                     | 0                                     | 3                                     | 0                                     | 2                                     | 2                                     | (Kwal.)                               |
| 2014                                  | Niet gekwalificeerd                   | Niet gekwalificeerd                   | Niet gekwalificeerd                   | Niet gekwalificeerd                   | Niet gekwalificeerd                   | Niet gekwalificeerd                   | Niet gekwalificeerd                   | Niet gekwalificeerd                   |
| 2018                                  | Niet gekwalificeerd                   | Niet gekwalificeerd                   | Niet gekwalificeerd                   | Niet gekwalificeerd                   | Niet gekwalificeerd                   | Niet gekwalificeerd                   | Niet gekwalificeerd                   | Niet gekwalificeerd                   |
| 2022                                  | Niet gekwalificeerd                   | Niet gekwalificeerd                   | Niet gekwalificeerd                   | Niet gekwalificeerd                   | Niet gekwalificeerd                   | Niet gekwalificeerd                   | Niet gekwalificeerd                   | Niet gekwalificeerd                   |
| 2026                                  | Gekwalificeerd                        | Gekwalificeerd                        | Gekwalificeerd                        | Gekwalificeerd                        | Gekwalificeerd                        | Gekwalificeerd                        | Gekwalificeerd                        | (Kwal.)                               |
| Totaal                                | 2 keer                                | 6                                     | 0                                     | 3                                     | 3                                     | 4                                     | 17                                    |                                       |

### Confederations Cup
Omdat Nieuw-Zeeland een aantal keer kampioen is geworden van het Oceanisch kampioenschap voetbal mag het ook meedoen aan het de Confederations Cup. In 2017 nam het land voor de vierde maal deel. Nog nooit werd een wedstrijd gewonnen; wel werd eenmaal gelijkgespeeld, in 2009 tegen Irak (1–1).
| Confederations Cup overzicht | Confederations Cup overzicht | Confederations Cup overzicht | Confederations Cup overzicht | Confederations Cup overzicht | Confederations Cup overzicht | Confederations Cup overzicht | Confederations Cup overzicht | Confederations Cup overzicht |
| Jaar                         | Ronde                        | Wed.                         | W                            | G                            | V                            | DV                           | DT                           |                              |
| ---------------------------- | ---------------------------- | ---------------------------- | ---------------------------- | ---------------------------- | ---------------------------- | ---------------------------- | ---------------------------- | ---------------------------- |
| 1999                         | Groepsfase                   | 3                            | 0                            | 0                            | 3                            | 1                            | 6                            |                              |
| 2003                         | Groepsfase                   | 3                            | 0                            | 0                            | 3                            | 1                            | 11                           |                              |
| 2009                         | Groepsfase                   | 3                            | 0                            | 1                            | 2                            | 0                            | 7                            |                              |
| 2017                         | Groepsfase                   | 3                            | 0                            | 0                            | 3                            | 1                            | 8                            |                              |
| Totaal                       | 4 keer                       | 12                           | 0                            | 1                            | 11                           | 3                            | 32                           |                              |

### Oceanisch kampioenschap voetbal
| Oceanisch kampioenschap voetbal overzicht | Oceanisch kampioenschap voetbal overzicht | Oceanisch kampioenschap voetbal overzicht | Oceanisch kampioenschap voetbal overzicht | Oceanisch kampioenschap voetbal overzicht | Oceanisch kampioenschap voetbal overzicht | Oceanisch kampioenschap voetbal overzicht | Oceanisch kampioenschap voetbal overzicht | Oceanisch kampioenschap voetbal overzicht |
| Jaar                                      | Ronde                                     | Wed.                                      | W                                         | G                                         | V                                         | DV                                        | DT                                        |                                           |
| ----------------------------------------- | ----------------------------------------- | ----------------------------------------- | ----------------------------------------- | ----------------------------------------- | ----------------------------------------- | ----------------------------------------- | ----------------------------------------- | ----------------------------------------- |
| 1973                                      | Kampioen                                  | 5                                         | 4                                         | 1                                         | 0                                         | 13                                        | 4                                         |                                           |
| 1980                                      | Groepsfase                                | 3                                         | 1                                         | 0                                         | 2                                         | 7                                         | 8                                         |                                           |
| 1996                                      | Derde                                     | 2                                         | 0                                         | 1                                         | 1                                         | 0                                         | 3                                         |                                           |
| 1998                                      | Kampioen                                  | 4                                         | 4                                         | 0                                         | 0                                         | 11                                        | 1                                         |                                           |
| 2000                                      | Tweede                                    | 4                                         | 3                                         | 0                                         | 1                                         | 7                                         | 3                                         |                                           |
| 2002                                      | Kampioen                                  | 5                                         | 5                                         | 0                                         | 0                                         | 23                                        | 2                                         |                                           |
| 2004                                      | Derde                                     | 5                                         | 3                                         | 0                                         | 2                                         | 17                                        | 5                                         |                                           |
| 2008                                      | Kampioen                                  | 6                                         | 5                                         | 0                                         | 1                                         | 14                                        | 5                                         |                                           |
| 2012                                      | Derde                                     | 5                                         | 3                                         | 1                                         | 1                                         | 8                                         | 7                                         |                                           |
| 2016                                      | Kampioen                                  | 5                                         | 4                                         | 1                                         | 0                                         | 10                                        | 1                                         |                                           |
| 2024                                      | Kampioen                                  | 4                                         | 4                                         | 0                                         | 0                                         | 15                                        | 0                                         |                                           |

## Topscorers

Topscorer aller tijden Chris Woods

|    | Naam             | Carrière  | Doelpunten | Interlands |
| -- | ---------------- | --------- | ---------- | ---------- |
| 1  | Chris Wood       | 2009–     | 33         | 70         |
| 2  | Vaughan Coveny   | 1992–2006 | 29         | 64         |
| 3  | Shane Smeltz     | 2003–2017 | 24         | 57         |
| 4  | Steve Sumner     | 1976–1988 | 22         | 58         |
| 5  | Brian Turner     | 1967–1982 | 21         | 59         |
| 6  | Jock Newall      | 1951–1952 | 17         | 10         |
| 7  | Keith Nelson     | 1977–1983 | 16         | 20         |
| 7  | Chris Killen     | 2000–2013 | 16         | 48         |
| 9  | Grant Turner     | 1980–1988 | 15         | 42         |
| 10 | Wynton Rufer     | 1980–1997 | 12         | 23         |
| 10 | Darren McClennan | 1986–1997 | 12         | 43         |
| 10 | Michael McGarry  | 1986–1997 | 12         | 54         |

Laatst bijgewerkt: 5 september 2023

## Huidige selectie
De volgende spelers werden opgenomen in de selectie voor de FIFA Confederations Cup 2017.
Interlands en doelpunten tot en met de groepswedstrijd tegen  Portugal (0–4) op 24 juni 2017.
| №           | Naam                     | Wed. | Dlpnt. | Club                   |
| ----------- | ------------------------ | ---- | ------ | ---------------------- |
| Doel        |                          |      |        |                        |
| 1           | Stefan Marinovic         | 19   | 0      | SpVgg Unterhaching     |
| 12          | Glen Moss                | 29   | 0      | Newcastle Jets         |
| 23          | Tamati Williams          | 1    | 0      | RKC Waalwijk           |
| Verdediging |                          |      |        |                        |
| 2           | Sam Brotherton           | 7    | 0      | Sunderland             |
| 3           | Deklan Wynne             | 11   | 0      | Vancouver Whitecaps    |
| 4           | Themistoklis Tzimopoulos | 11   | 1      | PAS Giannina           |
| 5           | Michael Boxall           | 27   | 0      | Supersport United      |
| 16          | Dane Ingham              | 4    | 0      | Brisbane Roar          |
| 17          | Tom Doyle                | 6    | 0      | Wellington Phoenix     |
| 18          | Kip Colvey               | 11   | 0      | San Jose Earthquakes   |
| 20          | Tommy Smith              | 34   | 2      | Ipswich Town           |
| 21          | Storm Roux               | 7    | 0      | Central Coast Mariners |
| 22          | Andrew Durante           | 20   | 0      | Wellington Phoenix     |
| Middenveld  |                          |      |        |                        |
| 6           | Bill Tuiloma             | 21   | 0      | Olympique Marseille    |
| 8           | Michael McGlinchey       | 47   | 4      | Wellington Phoenix     |
| 11          | Marco Rojas              | 37   | 5      | SC Heerenveen          |
| 14          | Ryan Thomas              | 14   | 2      | PEC Zwolle             |
| 15          | Clayton Lewis            | 11   | 0      | Auckland City          |
| 19          | Alex Rufer               | 3    | 0      | Wellington Phoenix     |
| Aanval      |                          |      |        |                        |
| 7           | Kosta Barbarouses        | 42   | 3      | Melbourne Victory      |
| 9           | Chris Wood               | 52   | 19     | Leeds United           |
| 10          | Shane Smeltz             | 57   | 24     | Borneo FC              |
| 13          | Monty Patterson          | 13   | 1      | Ipswich Town           |

## FIFA-wereldranglijst[4]
| 1993 | 1994 | 1995 | 1996 | 1997 | 1998 | 1999 | 2000 | 2001 | 2002 | 2003 | 2004 | 2005 | 2006 | 2007 | 2008 | 2009 | 2010 | 2011 | 2012 | 2013 | 2014 | 2015 | 2016 | 2017 | 2018 |
| ---- | ---- | ---- | ---- | ---- | ---- | ---- | ---- | ---- | ---- | ---- | ---- | ---- | ---- | ---- | ---- | ---- | ---- | ---- | ---- | ---- | ---- | ---- | ---- | ---- | ---- |
| 77   | 99   | 102  | 132  | 120  | 103  | 100  | 91   | 84   | 49   | 88   | 95   | 120  | 131  | 95   | 86   | 82   | 63   | 119  | 91   | 90   | 134  | 151  | 109  | 121  | 122  |

## Bekende spelers
NZF · A-internationals · Bondscoaches · Statistieken · N-Zeelands vrouwenelftal · Olympisch elftal · N-Zeeland U21 · N-Zeeland U20 · N-Zeeland U19 · N-Zeeland U18 · N-Zeeland U17
1920 – 1949 ·
1950 – 1959 ·
1960 – 1969 ·
1970 – 1979 ·
1980 – 1989 ·
1990 – 1999 ·
2000 – 2009 ·
2010 – 2019 ·
2020 − 2029
WK 1982 ·
WK 2010
OS 2008 ·
OS 2012 ·
OS 2020
1922 · 
1923 · 
1924 · 
1925–1926 ·
1927 · 
1928–1932 ·
1933 · 
1934–1935 ·
1936 · 
1937 · 
1938–1945 ·
1946 · 
1947 · 
1948 · 
1949–1950 ·
1951 · 
1952 · 
1953 ·
1954 · 
1955 · 
1956 ·
1957 · 
1958 · 
1959 · 
1960 · 
1961 · 
1962 · 
1963 ·
1964 · 
1965–1966 ·
1967 · 
1968 · 
1969 · 
1970 · 
1971 · 
1972 · 
1973 · 
1975 · 
1976 · 
1977 · 
1978 · 
1979 · 
1980 · 
1981 · 
1982 · 
1983 · 
1984 · 
1985 · 
1986 · 
1987 · 
1988 · 
1989 · 
1990 · 
1991 · 
1992 · 
1993 · 
1994 · 
1995 · 
1996 · 
1997 · 
1998 · 
1999 · 
2000 · 
2001 · 
2002 · 
2003 · 
2004 · 
2005 · 
2006 · 
2007 · 
2008 · 
2009 · 
2010 · 
2011 · 
2012 · 
2013 ·
2014 ·
2015 ·
2016 ·
2017 ·
2018 ·
2019 ·
2020 ·
2021 ·
2022 ·
2023 ·
2024 ·
2025
Australië ·
Bahrein ·
Botswana ·
Brazilië ·
Canada ·
Chili ·
China ·
Colombia ·
Congo-Kinshasa ·
Cookeilanden ·
Costa Rica ·
Curaçao ·
Duitsland ·
Egypte ·
El Salvador ·
Engeland ·
Estland ·
Fiji ·
Frankrijk ·
Gambia ·
Georgië ·
Ghana ·
Griekenland ·
Honduras ·
Hongarije ·
Ierland ·
India ·
Indonesië ·
Irak ·
Iran ·
Israël ·
Italië ·
Ivoorkust ·
Jamaica ·
Japan ·
Jordanië ·
Kenia ·
Koeweit ·
Libanon ·
Litouwen ·
Maleisië ·
Marokko ·
Mexico ·
Myanmar ·
Nieuw-Caledonië ·
Noord-Ierland ·
Noorwegen ·
Oekraïne ·
Oezbekistan ·
Oman ·
Papoea-Nieuw-Guinea ·
Paraguay ·
Peru ·
Polen ·
Portugal ·
Qatar ·
Rusland ·
Salomonseilanden ·
Samoa ·
Saoedi-Arabië ·
Schotland ·
Servië ·
Singapore ·
Slovenië ·
Slowakije ·
Soedan ·
Sovjet-Unie ·
Spanje ·
Tahiti ·
Taiwan ·
Tanzania ·
Thailand ·
Trinidad en Tobago ·
Tunesië ·
Turkije ·
Uruguay ·
Vanuatu ·
Venezuela ·
Verenigde Arabische Emiraten ·
Verenigde Staten ·
Wales ·
Wit-Rusland ·
Zuid-Afrika ·
Zuid-Korea ·
Zuid-Vietnam ·
Zweden
Italië (2010) ·
Schotland (1982) · 
Slowakije (2010)